# NGC 5734
NGC 5734 est une vaste galaxie lenticulaire située dans la constellation de la Balance. Sa vitesse par rapport au fond diffus cosmologique est de 4 343 ± 17 km/s, ce qui correspond à une distance de Hubble de 64,1 ± 4,5 Mpc (∼209 millions d'al). NGC 5734 a été découverte par l'astronome américain Francis Leavenworth en 1885. 

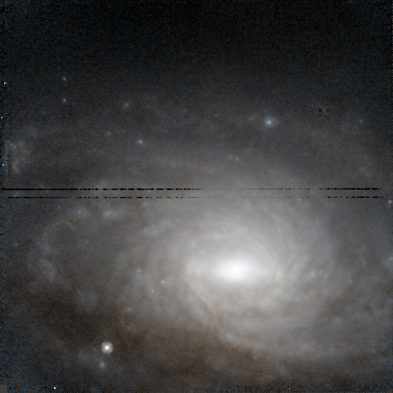
NGC 5734 par le télescope spatial Hubble.

NGC 5734 présente une large raie HI. C'est possiblement une galaxie lumineuse dans l'infrarouge (LIRG). La luminosité de NGC 5734 dans l'infrarouge lointain (de 40 à 400 µm)  est égale à 1,05 × 1011 {\displaystyle L_{\odot }} (1011,02{\displaystyle L_{\odot }}) et sa luminosité totale dans l'infrarouge (de 8 à 1 000 µm) est de 1,15 × 1011 {\displaystyle L_{\odot }} (1011,06{\displaystyle L_{\odot }}).